# 西アフリカ沿岸道路
西アフリカ沿岸道路（にしアフリカえんがんどうろ、英: Trans–West African Coastal Highway、仏: Autoroute côtière trans-ouest-africaine）は、西アフリカの沿岸地帯を東西に結ぶ道路である。トランス・アフリカ・ハイウェイの7号線にあたる。
東端はナイジェリアのラゴスである。西端は組織により異なり、西アフリカ諸国経済共同体はモーリタニアのヌアクショットとみなし、アフリカ経済委員会はセネガルのダカールとみなしている。これにより以下のような別名がある。
- ヌアクショット・ラゴス・ハイウェイ
- ラゴス・ヌアクショット・ハイウェイ
- ダカール・ラゴス・ハイウェイ
- ラゴス・ダカール・ハイウェイ

## 経路

### 長さなど
西アフリカ沿岸道路は全長4,010kmで11か国を通過する。

### セネガル
- ダカール ～ ディアムニアディオ（英語版） ～ ンブール ～ カオラック
- カオラック ～ ソコーヌ（英語版） ～ Karang Poste ～ ガンビア国境

### ガンビア
- セネガル国境 ～ バッラ ～ バンジュール
- バンジュール ～ ブリカマ ～ セネガル国境

### セネガル南部
- ガンビア国境 ～ ディウルル（英語版） ～ ビニョナ（英語版）
- ビニョナ ～ ジガンショール ～ ムパク（英語版） ～ ギニアビサウ国境

### ギニアビサウ
- セネガル国境 ～ サン・ドミンゴス ～ Ingoré ～ Bula ～ サフィン ～ ビサウ
- ビサウ ～ サフィン ～ ニャクラ ～ Jugudul ～ バンバディンカ ～ ケボ ～ Gandembel ～ ギニア国境

### ギニア
- ギニアビサウ国境 ～ ボケ ～ ボッファ ～ KM36 ～ コナクリ
- コナクリ ～ KM36 ～ コワイヤ（英語版） ～ フォレカリア ～ Pamelap ～ シエラレオネ国境

### シエラレオネ
- ギニア国境 ～ ポート・ロコ ～ マジアカ（英語版） ～ フリータウン
- フリータウン ～ マジアカ ～ Taiama ～ ボー ～ Bandajuma ～ Zimmi ～ リベリア国境（マノ川）

### リベリア
- シエラレオネ国境 ～ クレイ（英語版） ～ モンロビア
- モンロビア ～ カカタ ～ バルンガ ～ ガンタ
- ガンタ ～ サクレピー ～ タピタ（Tappita）または、タペタ（Tapeta）
- タピタ ～ Toetown（Tobli） ～ コートジボワール国境

### コートジボワール
- リベリア国境 ～ トゥーレプル（英語版）
- トゥーレプル ～ ギグロ
- ギグロ ～ デコエ
- デコエ ～ ヤムスクロ
- ヤムスクロ ～ アビジャン
- アビジャン ～ グラン・バッサム ～ アボイッソ（英語版） ～ ノエ（英語版） ～ ガーナ国境

### ガーナ
- コートジボワール国境 ～ エルボ（英語版） ～ セコンディ・タコラディ ～ ケープ・コースト ～ アクラ
- アクラ ～ テマ ～ ソガコフェ（英語版） ～ アカットシー（英語版） ～ デヌ（英語版） ～ トーゴ国境

### トーゴ
- ガーナ国境 ～ ロメ
- ロメ ～ ベナン国境

### ベナン
- トーゴ国境 ～ コトヌー
- コトヌー ～ ナイジェリア国境

### ナイジェリア
- ベナン国境 ～ イファコ＝イジャイェ（英語版）
- イファコ＝イジャイェ ～ ラゴス

## 他の道路との接続
- セネガルのダカールでカイロ・ダカール・ハイウェイ（TAH 1）
- セネガルのダカールでサヘル横断道路（TAH 5）
- ナイジェリアのラゴスでサハラ砂漠縦貫道路（TAH 2）
- ナイジェリアのラゴスでラゴス・モンバサ・ハイウェイ（TAH 8）